# Gongora leucochila
Gongora leucochila är en orkidéart som beskrevs av Lem.. Gongora leucochila ingår i släktet Gongora och familjen orkidéer. Inga underarter finns listade i Catalogue of Life.

## Bildgalleri

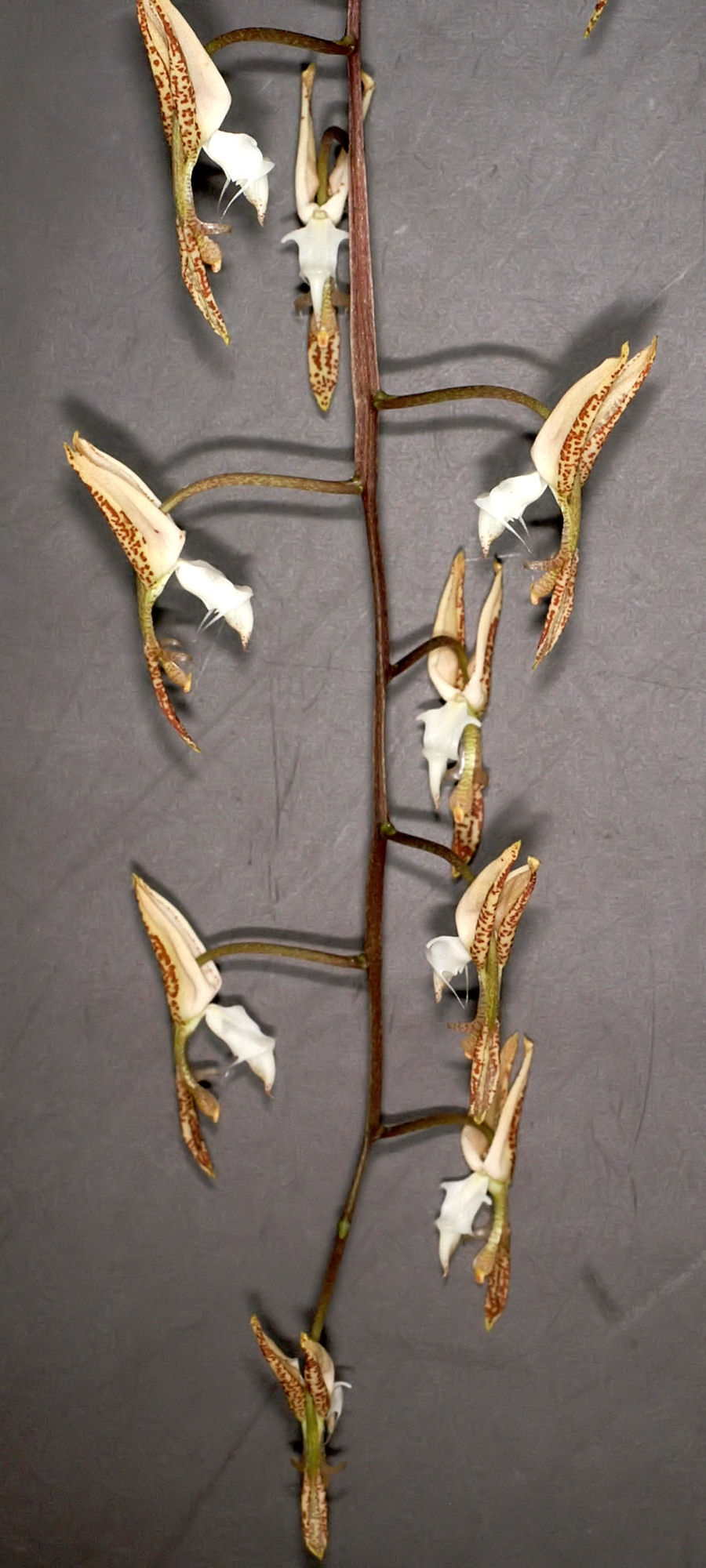
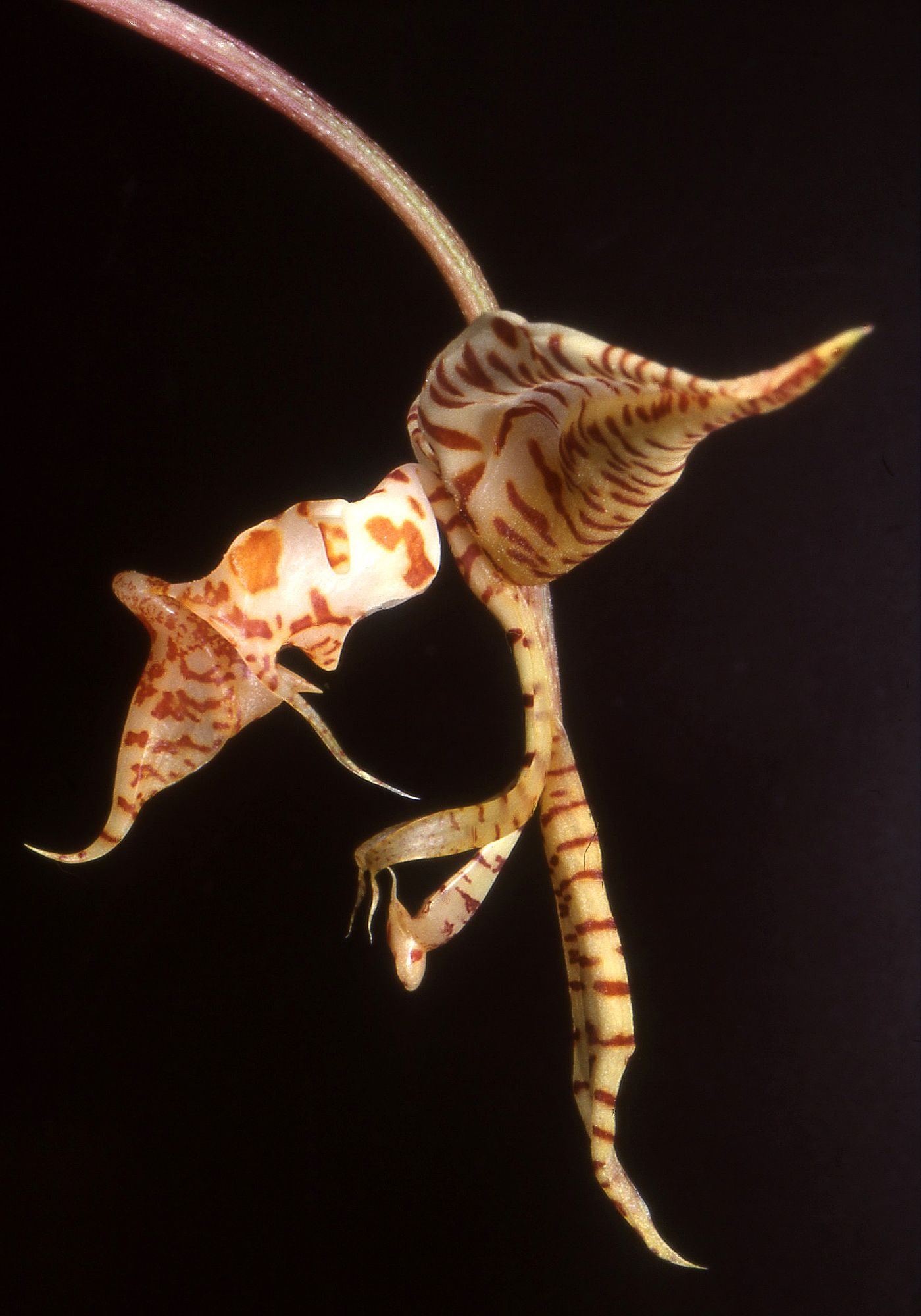
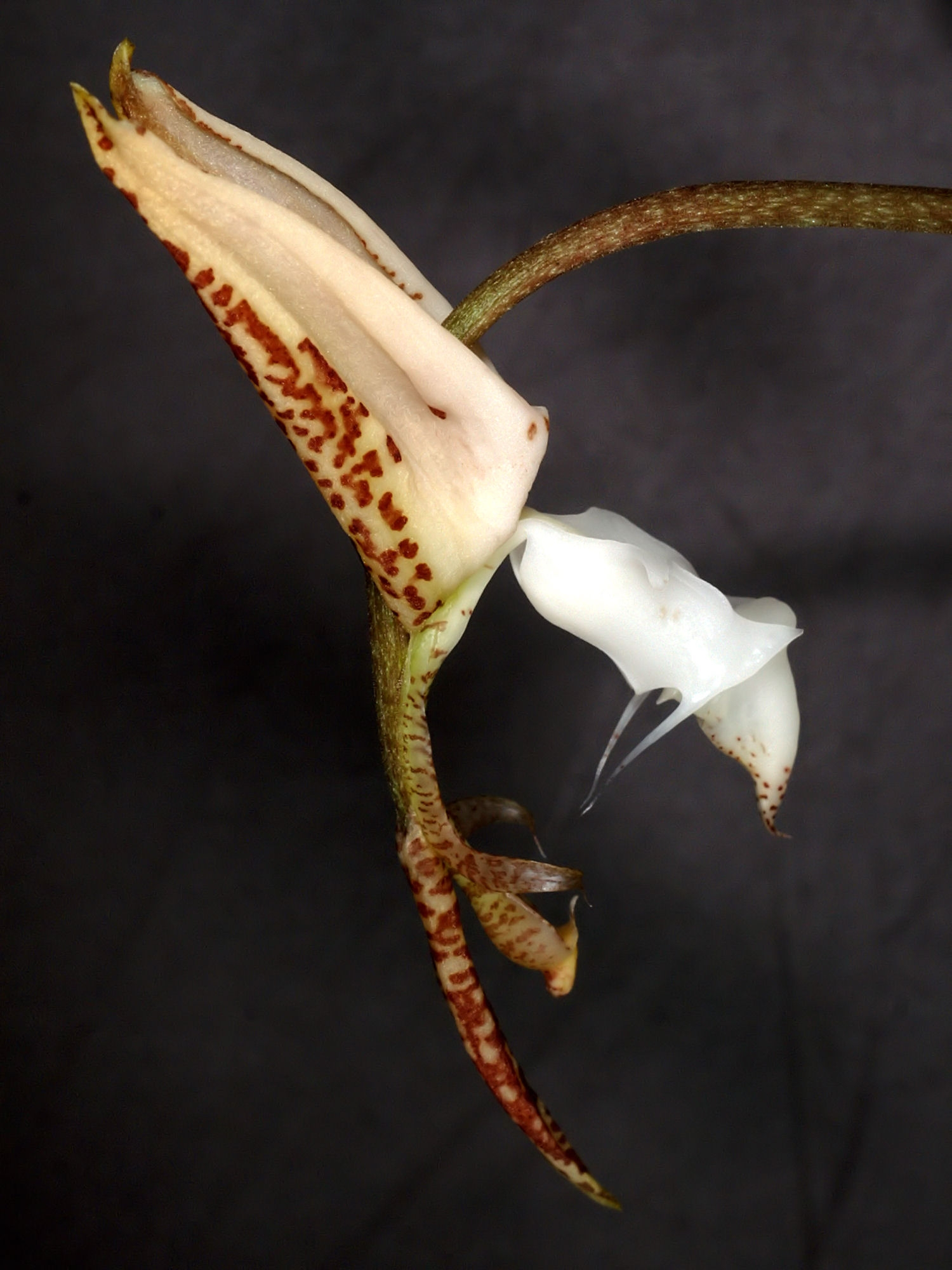
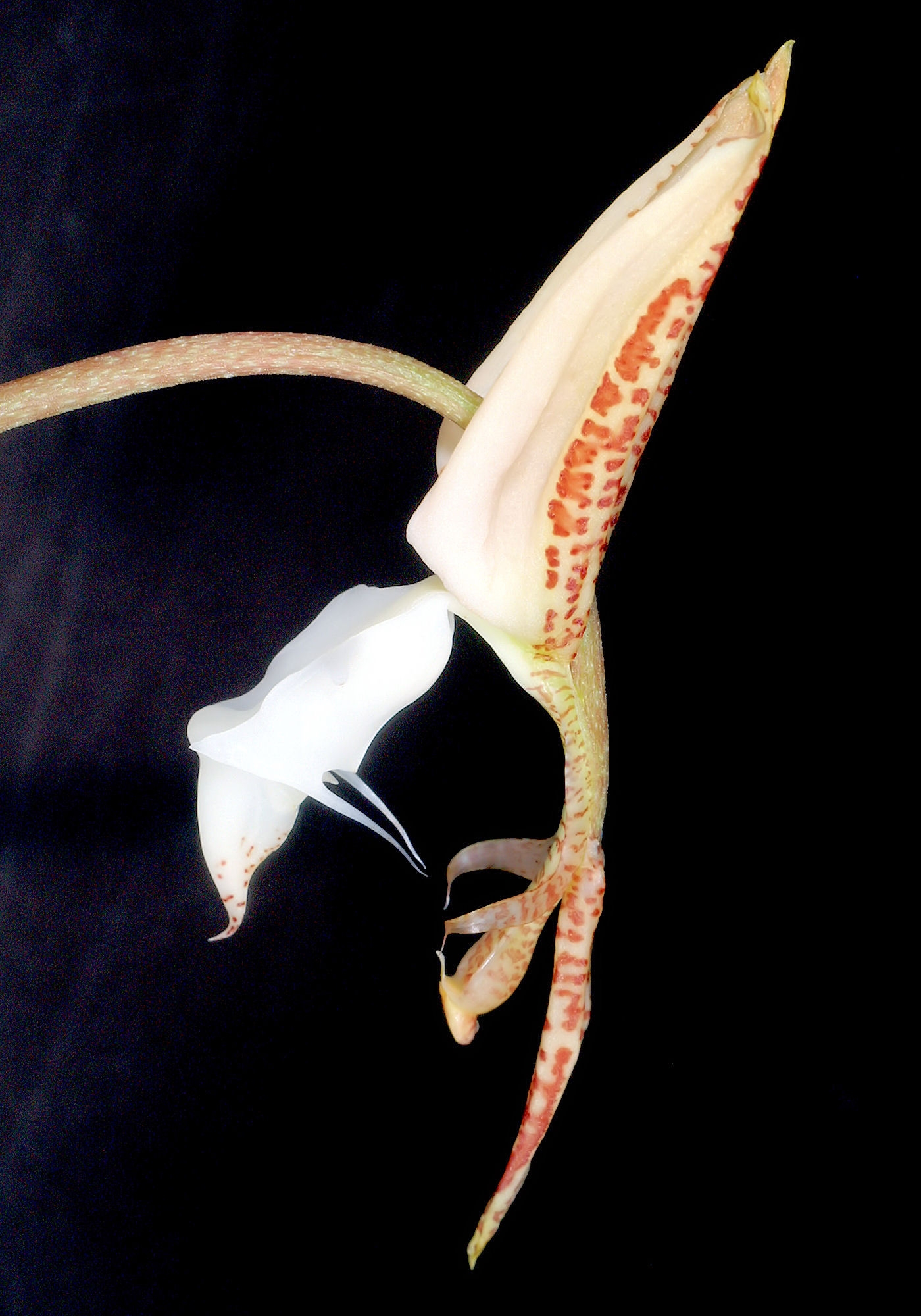